# Tornabarakony
Tornabarakony là một thị trấn thuộc hạt Borsod-Abaúj-Zemplén, Hungary. Thị trấn này có diện tích 8,2 km², dân số năm 2010 là 17 người, mật độ 2 người/km².